# 中国驻德班总领事馆
中华人民共和国驻德班总领事馆，简称中国驻德班总领事馆，是中华人民共和国派驻南非德班的最高级别外交机构。领区包括夸祖鲁-纳塔尔省。